# Mike W. Barr
Pour les articles homonymes, voir Barr.
Mike W. Barr, né le 30 mai 1952 est un scénariste américain de bande dessinée, de romans policiers et de romans de science-fiction.

## Biographie
Mike W. Barr naît le 30 mai 1952. Après avoir écrit en 1973 une nouvelle policière pour le magazine Ellery Queen’s Mystery Magazine, il écrit son premier scénario de comics, mettant en scène Elongated Man en 1974 pour DC Comics. Toujours pour cet éditeur, il écrit la maxi-série Camelot 3000 dessinée par Brian Bolland, Batman and the Outsiders dessinée par Jim Aparo, Le Fils du démon dessiné par Jerry Bingham et des épisodes de Green Lantern, Detective Comics, etc. Pour d'autres éditeurs il écrit les scénarios de Mantra (Malibu Comics), The Maze Agency (Comico), Marvel Team-up (Marvel Comics et de comics Star Wars et Star Trek. Il écrit aussi des romans comme Majician/51,

## Prix
- 1985 :  Prix Haxtur de la meilleure histoire longue pour Camelot 3000 (avec Brian Bolland)